# La Vellés
La Vellés – gmina w Hiszpanii, w prowincji Salamanka, w Kastylii i León, o powierzchni 25,5 km². W 2011 roku gmina liczyła 580 mieszkańców.